# Stark (Kansas)
Stark es una ciudad ubicada en el condado de Neosho en el estado estadounidense de Kansas. En el año 2010 tenía una población de 72 habitantes y una densidad poblacional de 144 personas por km².

## Geografía
Stark se encuentra ubicada en las coordenadas 37°41′23″N 95°8′37″O / 37.68972, -95.14361 (37.689592, -95.143573).

## Demografía
Según la Oficina del Censo en 2000 los ingresos medios por hogar en la localidad eran de $27,500 y los ingresos medios por familia eran $27,083. Los hombres tenían unos ingresos medios de $15,833 frente a los $15,625 para las mujeres. La renta per cápita para la localidad era de $11,728. Alrededor del 17.2% de la población estaban por debajo del umbral de pobreza.